# Antales
Antales (en grec: Ἀντάλας) va ser un líder amazic del segle vi. Va jugar un paper important en les guerres entre els romanos i les tribus rebels amazics de Bizacena i Tripolitana durant la primera meitat del segle vi.
Antales era fill de Guenfan, el cap de la tribu frexes. El va succeir al voltant de l'any 517 i va lluitar primer contra els vàndals a Bizacena i després de la Guerra vàndala, es va convertir en aliat dels romans. En 543-544, va canviar de bàndol. Després de diversos èxits contra les forces romanes, Antales i la seva tribu es van convertir de nou en súbdits de l'Imperi Romà d'Orient l'any 548. Les principals fonts de la seva vida són el poema èpic Johannis de Corip i la Història de les guerres contra els vàndals de Procopi de Cesarea.

## Biografia
Va néixer al voltant de l'any 499, a Bizacena (actual Tunísia central). Era fill de Guenfan, el cap dels frexes, una tribu amazic situada entre Thélepte (actual Medinet el-Kedima) i Theveste (actual Tebessa). La seva carrera va començar a l'edat de 17 anys, al voltant de l'any 516, quan va robar ramats d'ovelles a Bizacena, durant el regnat del rei vàndal Trasamund. Aviat va reunir partisans al seu al voltant, i es va convertir en un bandoler, embarcant-se en una campanya de saqueig més extensa. A partir de llavors va lluitar contra els vàndals, parant-los emboscades a les valls i muntanyes, amb èxit. Al voltant de l'any 517, va succeir al seu pare al capdavant dels frexes. El 529, va començar a incendiar ciutats i a saquejar la plana, i a lliurar batalles obertes. Aquest mateix any, es va convertir en el líder dels amazics de Bizacena i va obtenir una victòria decisiva contra el general vàndal general Hildimer, sota el regnat del rei Hilderic.
Després de la guerra i la conquesta del regne vàndal els anys 533-534 per l'Imperi Romà d'Orient, Antales es va convertir en un aliat de l'Imperi, rebent a canvi diners i diversos subministraments. No obstant això, durant l'hivern de 533-534, Antales va tenir un malentès amb Salomó, el magister militum d'Àfrica. Va acusar el general romà d'haver tallat arbitràriament la paga d'aliments que li havia assignat l'emperador Justinià I, i també el va culpar de l'execució del seu germà, Guarizila, acusat de fomentar els disturbis a Bizacena. Aquesta última acció va fer que Antales canviés de bàndol per venjar el seu germà, i quan els laguatan es van rebel·lar a la Tripolitana l'any següent, ell i els seus seguidors es van unir a ells. Aquestes tribus unificades van infligir una dura derrota als romans d'Orient en la batalla de Cíl·lium, on el mateix general Salomó va perdre la vida.
La mort de Salomó va comportar que fos succeït pel seu nebot Sergi, l'arrogant tracte del qual als laguatan va ajudar a desencadenar la seva revolta. Segons Procopi de Cesarea, gairebé tots els amazics estaven en aquest moment sota el control d'Antales. Al mateix temps, Estotzes, un soldat desertor romà que havia dirigit una rebel·lió infructuosa uns anys abans, es va unir a la crida d'Antales des del seu refugi a Mauritània i va quedar sota el seu comandament. Junts, sense trobar resistència, van saquejar i van assolar la regió amb impunitat. Antales va escriure llavors a Justinià, demanant-li que acomiadés a Sergi perquè cessessin les hostilitats, però sense resultats. A principis de l'any 545, l'emperador va enviar al patrici Areobind per a dirigir les operacions amb Sergi. No obstant això, els dos homes no tenien habilitats militars i estaven tot el rato discutint. Mentre Sergi romania passiu a Cartago, Antales, acompanyat per Estotzes, va dirigir les seves tropes cap al nord i va aconseguir atrapar a Himeri, que va lliurar la ciutat de Hadrumetum per a salvar la vida. Finalment, a finals de l'any 545, Areobind va ordenar a Joan que avancés i s'oposés a l'exèrcit conjunt, posicionat en Tàcia (ara Bordj Messaoudi, a Tunísia). Les tropes de Joan van ser derrotades a la batalla de Tàcia, morint Joan i Estotzes a la batalla.
Després de la derrota de Tàcia, Sergi va ser acomiadat i Areobind el va reemplaçar. En aquest punt, l'ambiciós dux de Numídia, Guntaric, va contactar amb els diferents líders amazics, amb l'objectiu d'enderrocar a Areobind. A Antalas se li va prometre la meitat del tresor d'Areobind i 1.500 soldats romans. Per a augmentar la pressió sobre els romans, Antales, va enviar a Cutzines a Cartago. Al mateix temps, Areobind va contactar secretament amb Cutzines, qui va prometre matar a Antales una vegada que comencés la batalla. No obstant això, aquest pla va ser revelat a Antales per Guntaric. Durant aquests esdeveniments, a causa de la pusil·lanimitat de Areobind, es va evitar la batalla i al març, Guntaric es va apoderar de Cartago i va assassinar a Areobind.
Guntaric era l'amo de Cartago. Va enviar el cap de Areobind a Antales però es va quedar amb els diners i els soldats promesos. Com a resultat, Antales va retirar als seus homes a Bizacena. Allí, per a reconciliar-se amb l'emperador, va contactar amb el dux Marcenci, que havia fugit a una illa, proposant un esforç conjunt contra Guntaric. Aquest últim va enviar un exèrcit liderat per Cutzines i Artàban ell, que va aconseguir derrotar-lo prop d'Hadrumetum. No obstant això, Guntaric va ser assassinat poc després per una conspiració dirigida per Artàban al maig del 546, fent que Cartago i l'exèrcit tornessin a l'obidència imperial. Justinià va enviar llavors a un experimentat soldat, Joan Troglita, per a restaurar l'ordre a les províncies africanes. Reunint les seves forces, Troglita va partir de Cartago cap a Bizacena. Antales va enviar una ambaixada al general romà que la va rebutjar i va empresonar als emissaris. Poc després, va enviar al seu propi ambaixador, que va posar a exigir a Antales la submissió immediata. Antales va rebutjar aquesta opció i els dos exèrcits es van enfrontar a la tardor del 546. La batalla de Sufètula va acabar amb una aclaparadora victòria romana i amb grans pèrdues per als amazics. Les insígnies imperials perdudes a la batalla de Cíl·lium van ser recuperades. Les fonts no especifiquen on es va refugiar Antales després d'aquesta derrota.
Durant l'estiu de l'any 547, els amazics tripolitans, liderats per Carcasà van infligir una dura derrota a Troglita a la batalla de Marta. Després d'aquesta victòria, van llançar incursions en la rodalia de Cartago. A l'any següent, Antales es va unir als amazics de Tripolitania durant la invasió de Bizacena. A l'estiu a Latara, a la batalla dels camps de Cató, els líders rebels van decidir enfrontar-se a Joan Troglita i les seves tropes. Després d'una dura lluita, la mort del líder Carcasà va portar a la desintegració de la coalició rebel. La revolta va ser sufocada mentre Antales i els líders supervivents es van sotmetre a Troglita. Es desconeix el que va succeir a Antales després, es creu que va romandre lleial a canvi de pagaments regulars.